# Världsmästerskapen i rodd 2024
Världsmästerskapen i rodd 2024 arrangerades mellan den 18 och 25 augusti 2024 i St. Catharines i Kanada. Det var den 52:a upplagan av världsmästerskapen i rodd. Mästerskapet omfattade även U23- och U19-mästerskapet i rodd. Seniortävlingen bestod endast grenar som inte fanns med i olympiska sommarspelen 2024 och paralympiska sommarspelen 2024.

## Seniorer

### Herrar
| Gren                     | Guld                                                             | Guld    | Silver                                                        | Silver  | Brons                                                        | Brons   |
| Lättvikt                 |                                                                  |         |                                                               |         |                                                              |         |
| Singelsculler (LM1x)     | Paul O'Donovan · Irland                                          | 6.49,68 | Antonios Papakonstantinou · Grekland                          | 6.51,90 | Niels Torre · Italien                                        | 6.52,64 |
| Scullerfyra (LM4x)       | Mexiko José Navarro Marco Velázquez Miguel Carballo Rafael Mejía | 5.47,39 | USA James McCullough Casey Howshall Ian Richardson Jasper Liu | 5.47,74 | Tyskland Tim Streib Moritz Marchart Fabio Kress Joachim Agne | 5.50,52 |
| Tvåa utan styrman (LM2−) | Österrike Konrad Hultsch Paul Ruttmann                           | 6.34,78 | Paraguay Matías Ramírez Alberto Portillo                      | 6.42,54 | Moldavien Nichita Naumciuc Dmitrii Zincenco                  | 6.44,57 |

### Damer
| Gren                     | Guld                                     | Guld       | Silver                                 | Silver  | Brons                     | Brons          |
| Lättvikt                 |                                          |            |                                        |         |                           |                |
| Singelsculler (LW1x)     | Ionela-Livia Cozmiuc · Rumänien          | 7.29,92    | Zoi Fitsiou · Grekland                 | 7.31,65 | Siobhan McCrohan · Irland | 7.32,94        |
| Tvåa utan styrman (LW2−) | Polen Jessika Sobocińska Katarzyna Wełna | 7.17,02 WB | Peru Alessia Palacios Valeria Palacios | 7.28,07 | Ingen medaljör            | Ingen medaljör |

### Pararodd
| Gren                           | Guld                          | Guld    | Silver         | Silver         | Brons          | Brons          |
| PR3 tvåa utan styrman (PR3M2−) | Italien Luca Conti Igor Zappa | 7.29,26 | Ingen medaljör | Ingen medaljör | Ingen medaljör | Ingen medaljör |

### Medaljtabell
*   Värdland ( Kanada)
| Nr                   | Nation               | Guld | Silver | Brons | Totalt |
| -------------------- | -------------------- | ---- | ------ | ----- | ------ |
| 1                    | Irland               | 1    | 0      | 1     | 2      |
| 1                    | Italien              | 1    | 0      | 1     | 2      |
| 3                    | Mexiko               | 1    | 0      | 0     | 1      |
| 3                    | Polen                | 1    | 0      | 0     | 1      |
| 3                    | Rumänien             | 1    | 0      | 0     | 1      |
| 3                    | Österrike            | 1    | 0      | 0     | 1      |
| 7                    | Grekland             | 0    | 2      | 0     | 2      |
| 8                    | Peru                 | 0    | 1      | 1     | 2      |
| 9                    | Paraguay             | 0    | 1      | 0     | 1      |
| 9                    | USA                  | 0    | 1      | 0     | 1      |
| 11                   | Moldavien            | 0    | 0      | 1     | 1      |
| 11                   | Tyskland             | 0    | 0      | 1     | 1      |
| Totalt (12 nationer) | Totalt (12 nationer) | 6    | 5      | 5     | 16     |

## U23

### Herrar
| Gren                      | Guld | Guld    | Silver | Silver                                   | Brons | Brons                                    |
| Singelsculler (BM1x)      | Timo Strache · Tyskland | 6.42,08 | Erik Källström · Sverige | 6.44,46                                  | Aaron Andries · Belgien | 6.45,05                                  |
| Dubbelsculler (BM2x)      | Polen Jakub Woźniak Konrad Domański                                                                                            | 6.11,09 | Australien Dominic Frederico Nicholas Blackman                                                                                   | 6.13,09                                  | Irland Adam Murphy Brian Colsh | 6.15,80                                  |
| Scullerfyra (BM4x)        | Polen Mikołaj Kulka Michał Rańda Cezary Litka Daniel Gałęza                                                                    | 5.39,53 | Tjeckien Vit Baldinus Jan Čížek Martin Ježek Michal Zindulka                                                                     | 5.39,90                                  | Italien Luca Enea Mulas Marco Selva Leonardo Tedoldi Andrea Pazzagli                                                                            | 5.40,19                                  |
| Tvåa utan styrman (BM2−)  | Nya Zeeland Joshua Vodanovich Oliver Welch                                                                                     | 6.19,70 | Tyskland Tobias Strangemann Johannes Benien                                                                                      | 6.20,62                                  | Italien Alessandro Timpanaro Edoardo Caramaschi                                                                                                 | 6.20,88                                  |
| Fyra utan styrman (BM4−)  | Storbritannien Joshua Brangan Fergus Woolnough Harry Geffen Jake Wincomb                                                       | 5.45,29 | Australien Nikolas Pender Austin Reinehr Jarrod Lord Mitch Salisbury                                                             | 5.46,89                                  | Nya Zeeland Benjamin Shortt Edward Lopas Callum Tutbury Joshua Gordon                                                                           | 5.47,01                                  |
| Fyra med styrman (BM4+)   | USA Leo Bessler Braden Porterfield Miles Hudgins Josh Diggons Iliad Izadi                                                      | 6.15,55 | Italien Simone Pappalepore Matteo Belgeri Andrea Licatalosi Giuseppe Bellomo Filippo Wiesenfeld                                  | 6.19,71                                  | Frankrike Louis Descot-Vigouroux Awen Thomas Lucas Fauché Grégoire Charles Lucie Mercier                                                        | 6.20,45                                  |
| Åtta med styrman (BM8+)   | Storbritannien Toby Lassen Zachary Day Cameron Beyki Gus John Gabriel Obholzer Tyler Horler Luca Ferraro Louis Nares Tom Bryce | 5.24,73 | USA Blake Vogel Kian Aminian Wilson Morton Matthew Davis Keelan Good Julian Thomas Jason Kennedy Samuel Sullivan Sammy Houdaigui | 5.27,50                                  | Australien James Frederikson Henry Furrer Jeremy Beale Alexander Baroni Harry Manton Andrew Weightman Edward Nutt Benjamin Scott Jonathon Cooke | 5.29,43                                  |
| Lättvikt                  | |         | |                                          | |                                          |
| Singelsculler (BLM1x)     | Caetano Horta · Spanien | 6.46,65 | Giovanni Borgonovo · Italien | 6.51,98                                  | Moritz Küpper · Tyskland | 6.53,11                                  |
| Dubbelsculler (BLM2x)     | Irland Ciaran Purdy Donnacha Keeley                                                                                            | 6.14,58 | Italien Luca Borgonovo Nicolo Demiliani                                                                                          | 6.15,33                                  | Frankrike Antoine Lefebvre Cornélus Palsma | 6.16,07                                  |
| Scullerfyra (BLM4x)       | Tyskland Paul Maissenhälter Philip Kaltenborn Simon Haible Maximilian Rühling                                                  | 5.49,63 | Ingen medaljör endast två tävlande båtar                                                                                         | Ingen medaljör endast två tävlande båtar | Ingen medaljör endast två tävlande båtar | Ingen medaljör endast två tävlande båtar |
| Tvåa utan styrman (BLM2−) | Chile Manuel Fernández Antri Felipe Guerra                                                                                     | 6.52,11 | USA George Drago Harrison Azrak                                                                                                  | 6.53,65                                  | Ingen medaljör endast tre tävlande båtar | Ingen medaljör endast tre tävlande båtar |

### Medaljtabell
*   Värdland ( Kanada)
| Nr                   | Nation               | Guld | Silver | Brons | Totalt |
| -------------------- | -------------------- | ---- | ------ | ----- | ------ |
| 1                    | Storbritannien       | 5    | 0      | 1     | 6      |
| 2                    | Tyskland             | 4    | 1      | 3     | 8      |
| 3                    | Nya Zeeland          | 2    | 1      | 1     | 4      |
| 4                    | Polen                | 2    | 1      | 0     | 3      |
| 5                    | Rumänien             | 2    | 0      | 0     | 2      |
| 6                    | USA                  | 1    | 4      | 0     | 5      |
| 7                    | Australien           | 1    | 2      | 2     | 5      |
| 8                    | Spanien              | 1    | 1      | 0     | 2      |
| 9                    | Irland               | 1    | 0      | 1     | 2      |
| 10                   | Chile                | 1    | 0      | 0     | 1      |
| 10                   | Grekland             | 1    | 0      | 0     | 1      |
| 12                   | Italien              | 0    | 5      | 3     | 8      |
| 13                   | Schweiz              | 0    | 2      | 0     | 2      |
| 14                   | Sverige              | 0    | 1      | 0     | 1      |
| 14                   | Tjeckien             | 0    | 1      | 0     | 1      |
| 16                   | Frankrike            | 0    | 0      | 4     | 4      |
| 17                   | Belgien              | 0    | 0      | 2     | 2      |
| 18                   | Litauen              | 0    | 0      | 1     | 1      |
| Totalt (18 nationer) | Totalt (18 nationer) | 21   | 19     | 18    | 58     |

## U19

### Herrar
| Gren                     | Guld | Guld    | Silver | Silver  | Brons | Brons   |
| Singelsculler (JM1x)     | Panagiotis Makrygiannis · Grekland | 7.23,11 | Maksim Hrybouski Individuella neutrala idrottare                                                                    | 7.24,56 | Ole Hohensee · Tyskland | 7.28,50 |
| Dubbelsculler (JM2x)     | Grekland Konstantinos Giannoulis Nikolaos Cholopoulos                                                                                                   | 6.50,18 | Tyskland Julius Klein Simon Gimplinger                                                                              | 6.52,74 | Australien Luca Free Alexander Williams                                                                                                  | 6.53,50 |
| Scullerfyra (JM4x)       | Tyskland Jonathan Ebel Felix Krones Oscar Krause Mads Schmied                                                                                           | 6.11,55 | Italien Pietro Zampaglione Josef Giorgio Marvucic Andrea Frigo Maximilian Riboni                                    | 6.12,98 | Tjeckien Matěj Smejkal Martin Houska Tomáš Kala Antonin Strelba                                                                          | 6.17,82 |
| Tvåa utan styrman (JM2−) | Rumänien Mateus Simion Cozminciuc Fabrizio Alexandru Scripcariu                                                                                         | 7.03,69 | Tyskland Lars Trampert Maximilian Brill                                                                             | 7.03,87 | Spanien Rafael Gomez Guerrero Ramon Palomino Goenechea                                                                                   | 7.07,53 |
| Fyra utan styrman (JM4−) | Italien Leonardo Sostegni Luca Cassina Filippo Bancora Giovanni Paoli                                                                                   | 6.23,61 | Storbritannien Gabriel George Christian Reese Alp Karadogan Patrick Wild                                            | 6.25,96 | Kina Lin Zhiyan Luo Xuancheng Ju Xinzhe Guo Jinmeng                                                                                      | 6.29,43 |
| Fyra med styrman (JM4+)  | Australien Samuel Basha Matias Moloney Tomas Moloney Ambrose Hennessey Henry Burton                                                                     | 6.39,36 | Italien Michele Minazzato Luigi Festorazzi Gioele Re Jacopo Cappagli Riccardo Doni                                  | 6.41,20 | USA Aemon Morlan Aidan Montanaro Ryan Jorgensen Thomas Carpenter John Mershon                                                            | 6.43,57 |
| Åtta med styrman (JM8+)  | Storbritannien Harry Oliver Oliver Richardson William Harper Elam Hughes Edward Bayfield Alec Wild Leo Hainlein Timothy Gutsev Edward Crossthwaite-Eyre | 5.55,85 | USA Hugh Ryan Francis McGrath Kyle Fox Tyler Murphy Ori Radwin Bailey Foster Taeden Landa Keenan Heinz Michael Kain | 5.57,92 | Tyskland Jannik Elsner Georg Rieck Marcus Albrecht Felix Zeymer Alex Ian Aderhold Jonas Frommhold Hugo Thomas Jakob Knapp Sadeepa Jagoda | 6.00,28 |

### Damer
| Gren                     | Guld | Guld    | Silver | Silver  | Brons | Brons   |
| Singelsculler (JW1x)     | Bianca Camelia Ifteni · Rumänien | 8.22,63 | Danelia Price-Hughes · Sydafrika | 8.26,34 | Julia Stoeber · Tyskland | 8.29,09 |
| Dubbelsculler (JW2x)     | Grekland Gavriela Lioliou Varvara Lykomitrou                                                                                        | 7.39,90 | Storbritannien Olivia Cheesmur Violet Holbrow-Brooksbank | 7.45,82 | Spanien Karla Remacha Pusco Esther Fuerte Chacon | 7.47,46 |
| Scullerfyra (JW4x)       | Italien Noemi de Vincenzi Beatrice Ravini Perelli Valentina Mascheroni Melissa Schincariol                                          | 6.56,14 | Storbritannien Eloise Etherington Catherine Gardner Amalka Delevante Mia Lawrence                                                                              | 6.57,49 | Tyskland Charlotte Scholz Antonia Schluesller Lanea Estelle Rueter Tia Haeusler                                                                                             | 7.00,41 |
| Tvåa utan styrman (JW2−) | Rumänien Iulica Maria Ursu Gabriela Tivodariu                                                                                       | 7.39,27 | Grekland Nefeli Ntara Dimitra Papaioannou | 7.48,51 | Individuella neutrala idrottare Dziyana Plisava Kira Kavalenka | 7.51,82 |
| Fyra utan styrman (JW4−) | Rumänien Ionela Elena Scutaru Adina Alexandra Florea Stejara Olariu Bianca Elena Draghici                                           | 7.06,42 | Storbritannien Emily Nicholas Acorn Cassidy Emily Shaw Martha Shepherd                                                                                         | 7.08,71 | Tjeckien Simona Pavlikova Ella Boldisova Michaela Ulicna Eva Slepickova | 7.10,69 |
| Fyra med styrman (JW4+)  | Italien Marta Orefice Giulia Orefice Carolina Cassani Letizia Martorana Margherita Fanchi                                           | 7.18,14 | Frankrike Lou Phillipe Daphne Belin Lola Goessens Nina Blain Baia Rocher Juge                                                                                  | 7.27,75 | USA Eden Alfi Alexis Gormley Chloe Frushtick Kathryn Dahl Avery Harries-Jones                                                                                               | 7.28,40 |
| Åtta med styrman (JW8+)  | USA Delaney Lundberg Emily Tierney Lia Nathan Cecily Shaber Claire van Praagh Charlotte Jett Lauren Dubois Carly Brown Lucy Herrick | 6.39,57 | Storbritannien Abigail Smith Ansley Vicars Emily Downing Izabella Habdank-Toczyska Sophie Sinclair Amelia Westbrook Ava Thurnham Sophie Haisman Victor Bocquet | 6.45,20 | Italien Maria Vittoria Crevatin Letizia Martorana Carolina Cassani Sara Lucia Caterisano Matilde Orsetti Giulia Orefice Marta Orefice Vittoria Pastorelli Margherita Fanchi | 6.49,03 |

### Medaljtabell
*   Värdland ( Kanada)
| Nr                   | Nation                          | Guld | Silver | Brons | Totalt |
| -------------------- | ------------------------------- | ---- | ------ | ----- | ------ |
| 1                    | Rumänien                        | 4    | 0      | 0     | 4      |
| 2                    | Italien                         | 3    | 2      | 1     | 6      |
| 3                    | Grekland                        | 3    | 1      | 0     | 4      |
| 4                    | Storbritannien                  | 1    | 5      | 0     | 6      |
| 5                    | Tyskland                        | 1    | 2      | 4     | 7      |
| 6                    | USA                             | 1    | 1      | 2     | 4      |
| 7                    | Australien                      | 1    | 0      | 1     | 2      |
| –                    | Individuella neutrala idrottare | 0    | 1      | 1     | 2      |
| 8                    | Frankrike                       | 0    | 1      | 0     | 1      |
| 8                    | Sydafrika                       | 0    | 1      | 0     | 1      |
| 10                   | Spanien                         | 0    | 0      | 2     | 2      |
| 10                   | Tjeckien                        | 0    | 0      | 2     | 2      |
| 12                   | Kina                            | 0    | 0      | 1     | 1      |
| Totalt (12 nationer) | Totalt (12 nationer)            | 14   | 14     | 14    | 42     |

## Sammanlagd medaljtabell
*   Värdland ( Kanada)
| Nr                   | Nation                          | Guld | Silver | Brons | Totalt |
| -------------------- | ------------------------------- | ---- | ------ | ----- | ------ |
| 1                    | Rumänien                        | 7    | 0      | 0     | 7      |
| 2                    | Storbritannien                  | 6    | 5      | 1     | 12     |
| 3                    | Tyskland                        | 5    | 3      | 8     | 16     |
| 4                    | Italien                         | 4    | 7      | 5     | 16     |
| 5                    | Grekland                        | 4    | 3      | 0     | 7      |
| 6                    | Polen                           | 3    | 1      | 0     | 4      |
| 7                    | USA                             | 2    | 6      | 2     | 10     |
| 8                    | Australien                      | 2    | 2      | 3     | 7      |
| 9                    | Nya Zeeland                     | 2    | 1      | 1     | 4      |
| 10                   | Irland                          | 2    | 0      | 2     | 4      |
| 11                   | Spanien                         | 1    | 1      | 2     | 4      |
| 12                   | Chile                           | 1    | 0      | 0     | 1      |
| 12                   | Mexiko                          | 1    | 0      | 0     | 1      |
| 12                   | Österrike                       | 1    | 0      | 0     | 1      |
| 15                   | Schweiz                         | 0    | 2      | 0     | 2      |
| 16                   | Frankrike                       | 0    | 1      | 4     | 5      |
| 17                   | Tjeckien                        | 0    | 1      | 2     | 3      |
| –                    | Individuella neutrala idrottare | 0    | 1      | 1     | 2      |
| 18                   | Paraguay                        | 0    | 1      | 0     | 1      |
| 18                   | Peru                            | 0    | 1      | 0     | 1      |
| 18                   | Sverige                         | 0    | 1      | 0     | 1      |
| 18                   | Sydafrika                       | 0    | 1      | 0     | 1      |
| 22                   | Belgien                         | 0    | 0      | 2     | 2      |
| 23                   | Kina                            | 0    | 0      | 1     | 1      |
| 23                   | Litauen                         | 0    | 0      | 1     | 1      |
| 23                   | Moldavien                       | 0    | 0      | 1     | 1      |
| Totalt (25 nationer) | Totalt (25 nationer)            | 41   | 38     | 36    | 115    |